# Excentric
Excentric var ett alternativ rock-band från Basel i Schweiz, aktivt 1998–2012. 
Bandet fick sitt genombrott 2002 med låten Can't Stand You. Den släpptes på albumet Imprisoned och återinspelades på albumet Take This! 2008. Den har släppts som singel flera gånger, med olika versioner och tuning. Pivi R. Pieren var sångare i bandet från 2002, då de släppte plattan Imprisoned. De ursprungliga medlemmarna var Boris Gisler (gitarr), Chris Furer (gitarr), Pivi R. Pieren (bas) och Raff Martin (trummor). Excentric har även gjort en del instrumentalt material.

## Medlemmar
- Pivi R. Pieren – bas, sång
- Phil Schelker – gitarr
- Marc Waldmeier – gitarr
- Raff Martin – trummor

## Diskografi

### Album
- Gimme Your Love Tonight (från 2000)
- Imprisoned (från 2002)
- Take This! (från 2008)
- White Knuckle Ride (från 2011)

### Singlar
- Raise Your Wings (från 2023)
- Black Despair (från 2023)